# قلعه‌نو مستوفی
قلعه‌نو مستوفی یا قلعه‌نو روستایی در دهستان پایین ولایت بخش مرکزی شهرستان تربت حیدریه استان خراسان رضوی ایران است.

## جمعیت
بر پایه سرشماری عمومی نفوس و مسکن در سال ۱۳۹۵ جمعیت این روستا ۸۸ نفر (۲۹خانوار) بوده‌است.